# Evolução do comportamento homossexual em humanos
O comportamento homossexual, em humanos, é o termo usado para descrever comportamentos sexuais individuais, bem como relacionamentos de longo prazo, mas em alguns usos conota uma identidade social gay ou lésbica. A escrita científica prefere reservar esse termo para humanos e não usá-lo para descrever o comportamento em outros animais, devido ao seu contexto profundamente enraizado na sociedade humana.
Um outro termo utilizado dentro da área de pesquisa de comportamento homossexual é o comportamento homoerótico. Ele pode ser definido como comportamento sexual entre indivíduo do mesmo sexo (homossexual) envolvendo contato genital que é experimentado como prazeroso. Em alguns trabalhos, a motivação do comportamento (por exemplo, orientação sexual, exploração, falta de parceiros do sexo oposto) pode não ser levada em consideração.
O termo homossexual pode ser usado quando a definição operacional de homoerótico não pode ser aplicada e quando é estranho aplicar o termo homoerótico às descrições de outros pesquisadores do comportamento homossexual.

## Hipóteses sobre evolução da homossexualidade
A homossexualidade apresenta um paradoxo para os evolucionistas que exploram a adaptabilidade do comportamento humano.  O comportamento homossexual existiu ao longo da história humana e na maioria das culturas humanas.Supõe-se que a sexualidade humana não é dicotômica. Assim, para a maioria das espécies durante a maior parte de sua história evolutiva, os indivíduos teriam exibido comportamento heterossexual e homossexual, uma característica observada em primatas não humanos intimamente relacionados.
Existem várias hipóteses sobre como a homossexualidade evoluiu, entre elas:
- Seleção de parentesco: os indivíduos homossexuais altruisticamente renunciaram à reprodução para ajudar na prole de parentes;[7] [8]
- Manipulação dos pais: os filhos são manipulados pelos pais para renunciar à reprodução, “tornando-se homossexuais” e ajudando a descendência de parentes;[9][10]
- Polimorfismo balanceado: sugere que o comportamento homossexual seria retido porque ele coocorre com um segundo traço sob seleção positiva;[11]
- Seleção direta e positiva: o comportamento homossexual ocorreria por causa de seus benefícios não-conceituais,  como a manutenção de alianças do mesmo sexo (relacionamentos de apoio de longo prazo) que auxiliam na competição por recursos ou na defesa cooperativa.[11]

A teoria evolucionista da homossexualidade mais amplamente conhecida é a de E. O. Wilson. A teoria sustenta que indivíduos homossexuais nas primeiras sociedades humanas podem ter ajudado membros próximos da família, direta ou indiretamente, a se reproduzirem com mais sucesso. Ela não postula nenhum valor adaptativo direto ou indireto para o comportamento homossexual em si, além de ser baseada em uma série de suposições falsas e não existir evidências para apoiá-la.  Consequentemente, foi amplamente rejeitada como modelo explicativo.

## O valor adaptativo e a evolução do comportamento homossexual
Alguns trabalhos no campo da psicologia evolutiva consideram que o comportamento homossexual não tem valor adaptativo e, consequentemente, não evoluiu. Entretanto, outros autores argumentam que essa interpretação pode ser devida a vários fatores: a negatividade com a qual a homossexualidade é vista, uma falsa dicotomização da sexualidade humana (heterossexual e reprodutiva; homossexual e não reprodutiva) e o uso de termos não confiáveis como ''gay'' e ''homossexual'' na escrita científica. Além disso, uma análise das origens evolutivas de qualquer comportamento é complexa e requer a consideração de uma série de explicações concorrentes.
Assim, alguns estudos postulam que existe uma disposição de toda a espécie para o comportamento homoerótico em humanos e que tal disposição evoluiu por meio da seleção natural porque tinha valor adaptativo. Especificamente, especula-se que adolescentes hominínios e adultos jovens podem ter passado por um período de periferização social e física ligada a  segregação sexual semelhante a encontrada entre muitos primatas. Uma disposição para se envolver em comportamento homoerótico pode ter servido como um mecanismo de afiliação que reforçou e fortaleceu as relações entre os próprios hominínios marginalizados do mesmo sexo. A assistência social de colegas e companheiros de status superior pode ter aumentado a probabilidade de acesso a recursos e pode ter fornecido aliados para ajudar a repelir ataques de outros membros da mesma espécie.
Consequentemente, estudos ainda indicam que uma disposição para se envolver em comportamento homossexual pode ser vista como tendo efeitos diretos sobre a sobrevivência e indiretos sobre o sucesso reprodutivo. Essa disposição ocorre simultaneamente com uma disposição para o comportamento heteroerótico. Amizades entre indivíduos do mesmo sexo, reforçadas por comportamento erótico, podem ter ajudado indivíduos de ambos os sexos a alcançar a sobrevivência pessoal. Além disso, as alianças sociais de longo prazo formadas desta forma podem ter facilitado o acasalamento entre machos e fêmeas com probabilidade de conceber prole e as habilidades das fêmeas de criar seus filhos com sucesso.
O comportamento sexual humano é considerado o mais complexo e altamente evoluído de qualquer espécie animal. Trabalhos argumentam que, entre os humanos, o comportamento sexual evoluiu principalmente para promover laços entre machos e fêmeas, o que estava relacionado secundariamente ao sucesso reprodutivo. Diamond (1992) escreve: "Em nenhuma espécie, além dos humanos, o propósito da cópula tornou-se tão desvinculado da concepção...’’. Especula-se que o comportamento sexual complexo e frequente promoveu fortes laços entre homens e mulheres. Quando a gravidez ocorre, a presença de um par parental ligado aumenta a probabilidade de viabilidade da prole e a propagação final dos próprios genes dos pais. Como o comportamento heterossexual complexo levou ao sucesso reprodutivo, ele foi adaptativo. De Waal (1987) argumenta que, ao longo da evolução humana, o comportamento afiliativo entre homens e entre mulheres adultos pode ter aumentado o sucesso reprodutivo de ambos, e que o comportamento homossexual então evoluiu do comportamento heterossexual. No entanto, também foi argumentado que os comportamentos afiliativos também podem ter sido adaptativos para outras unidades sociais independentes das unidades de acasalamento.

## Vida hominínia e o valor adaptativo do comportamento homossexual
O comportamento dos ancestrais hominínios ainda é desconhecido, mas o comportamento social de outros primatas, particularmente chimpanzés comuns (chimpanzés) e chimpanzés pigmeus (bonobos), é frequentemente usado como modelo.  Especula-se que os primeiros ancestrais hominínios viveram em grupos fracamente afiliados de 50-60 indivíduos que incluíam machos, fêmeas e seus descendentes. Eles podem ter sobrevivido ao coletar materiais de plantas, catar alimentos e se envolver em alguma caça cooperativa. Os ancestrais hominínios viveram em um mundo ameaçador e perigoso. Eles provavelmente eram mais presas do que caçadores e possivelmente engajados em agressões intergrupais frequentes e fatais.
Nesse contexto ameaçador, a adolescência pode ter sido uma época particularmente perigosa para os hominínios, porque os primatas adolescentes tendiam a se tornar social e fisicamente periféricos. Isso os deixa em uma posição altamente vulnerável, com uma chance aumentada de mortalidade e oportunidades reprodutivas limitadas. A periferização ocorre entre várias espécies de primatas não humanos Estes incluem macacos rhesus (34) e babuínos,  bem como gorilas, chimpanzés  e bonobos. Os adolescentes e jovens marginalizados não têm mais a atenção e a proteção de suas mães, e carecem de maturidade e status social para ajudar a garantir sua própria sobrevivência e reprodução. Dependendo da espécie, os adolescentes tendem a ser empurrados para a vida na periferia de seu próprio grupo natal ou de um grupo estrangeiro para o qual podem ter imigrado.
Em vista da evidência entre espécies, é provável que hominínios adolescentes também tenham passado por um período de periferização. Hominínios adolescentes e jovens adultos sexualmente maduros devem ter enfrentado duas poderosas pressões seletivas: sobrevivência física básica e reprodução bem-sucedida. Hominínios adolescentes isolados e vulneráveis com acesso restrito ao sexo oposto podem ter se beneficiado da habilidade de se afiliar a indivíduos do mesmo sexo. Os parceiros do mesmo sexo de adolescentes hominínios masculinos e femininos podem tê-los ajudado a sobreviver, fornecendo acesso a alimentos e proteção contra agressões. Além disso, as alianças sociais formadas e reforçadas por meio do comportamento homoerótico podem ter oferecido vantagens para as necessidades reprodutivas específicas e únicas de cada sexo. As alianças de machos podem tê-los ajudado a subir na hierarquia social masculina e, por fim, obter companheiras. As fêmeas podem ter conseguido entrar no meio do grupo social, onde a estabilidade relativa e a ajuda de amigas teriam aumentado as chances de sobrevivência de seus filhos.

## Evolução do comportamento homossexual em homens

#### Comportamento homossexual na Antiguidade
O comportamento homossexual exclusivo aparentemente esta ausente entre os primatas não humanos, porém, há dados de diferentes culturas que indicam que ele é expresso por uma pequena porcentagem de pessoas em várias sociedades do mundo todo . Desse modo, em algum ponto durante ou após o final do Mioceno e início do Plioceno, certos indivíduos hominínios desenvolveram o potencial comportamental para se envolver em comportamento homossexual exclusivo e consolidar união.
Há evidências do comportamento homoerótico desde a pré-história, em pinturas rupestres, gravuras e esculturas nas cavernas no final do Paleolítico (cerca de 17.000 a.C.) e que persistem em períodos posteriores. Das poucas descrições de relações sexuais da Idade da Pedra, várias parecem retratar conexões homossexuais masculinas. Algumas delas possuíam homens com ereções e linhas os conectando, o que é interpretado como uma representação de homens envolvidos em um comportamento sexual.
O comportamento homossexual tem existido ao longo de toda história e em diferentes culturas. Um exemplo que é bem conhecido é o grupo dos Malanesianos, com 10% a 20% das sociedades melanésias exigindo que todos os homens participem de sexo homossexual e heterossexual, sendo que esse grupo praticava rituais homossexuais desde cerca de 10 mil anos atrás.  Além disso, esse comportamento também é comum nas sociedades da América do Sul nativa, Ásia, África pré-colonial e Europa pré-moderna. Nas sociedades das ilhas do Pacífico, exceto na Melanésia, como Taiti e Havaí, o comportamento homossexual era comum antes da influência ocidental. Na América do Norte nativa, pelo menos 137 sociedades tinham papéis institucionais para transgêneros (berdache) comumente associado ao comportamento homossexual.

#### A evolução e vantagem evolutiva do comportamento homossexual nos machos
Atualmente há muitas informações que equivocadamente preveem uma redução do sucesso reprodutivo em indivíduos que possuem comportamento homoerótico. Os indivíduos homossexuais não têm, por definição, filhos, mas a maioria das pessoas que se envolve em comportamento homossexual são bissexuais . Muitos indivíduos que se envolvem em comportamento homossexual geram filhos. Em um estudo feito por Isomura e Mizogami (1992), entre aproximadamente 265 homens homossexuais e bissexuais com mais de 30 anos de idade na contemporaneidade no Japão, 83% deles possuem descendentes.
Ao longo do mundo, numerosas sociedades passadas e presentes, aceitaram ou mesmo institucionalizaram relações sexuais entre machos de maior e menor status social. Elas envolviam normalmente, mas não sempre, uma diferença significativa de idade, entre adolescentes e adultos do mesmo sexo . Diversos autores sugerem que os machos menos poderosos se envolvem em um comportamento homossexual por conta dos mais poderosos possuírem múltiplas parceiras e, assim, isso reduz a disponibilidade de companheiros do outro sexo . Mackey (1990) afirma que o comportamento homossexual pode ter como função a incorporação de jovens do sexo masculino aos grupos que são exclusivos masculinos, o que contribui para a sobrevivência do grupo e do indivíduo . Essas relações tendem a ser uma forma de socializar, nutrir e proteger o jovem, fornecer alianças sociais e, consequentemente, status social. Essa forma de socialização e ascensão social pode ser vista nas sociedades imperiais como Grécia, China, Pérsia, em que havia desigualdades nas posições sociais entre jovens e adultos. Nessas sociedades, provavelmente, as categorias de “heterossexual” e “homossexual” nem aparentavam ser relevantes. 
Se o comportamento homossexual tem benefícios de aptidão devido às relações de alianças do mesmo sexo, essas alianças devem ajudar os indivíduos a estabelecer e manter famílias e, consequentemente, ajudar os filhos a atingirem a idade reprodutiva. Apesar de existirem dados limitados sobre de como essas relações influenciam o sucesso reprodutivo, os indivíduos que se envolvem em atos homossexuais recebem benefícios à sua vida reprodutiva. Esta previsão é fortemente apoiada no fato de que as alianças do mesmo sexo são importantes em redes que ajudam na sobrevivência e, potencialmente, troca de casamento. Sendo assim, alguns autores afirmam que o comportamento homossexual (que pode, mas não necessariamente inclui atos sexuais) é um importante fator psicológico nas sociedades para a formação de vínculos, formação de alianças e manutenção de hierarquias de dominância no âmbito militar, nos esportes e na fraternidade. 
As alianças entre indivíduos do mesmo sexo, dentro e entre as classes e idades, podem possuir diferentes formas. Os custos e benefícios variam para cada cultura, condições demográficas e ecológicas. Em alianças entre pares de idades semelhantes, os benefícios desse altruísmo parecem iguais entre ambos, e as recompensas provavelmente ocorriam em curtos períodos (ou seja, ao longo de vários anos). Já em alianças entre patronos mais velhos e clientes mais jovens, os benefícios parecem ser assimétricos e as recompensas podem abranger gerações. Neste último modelo, supostamente, o patrono já havia estabelecido uma família e estava dentro de um sistema reprodutivo projetado para garantir o maior potencial para fertilizações. Enquanto que o cliente era limitado pelo acesso ao conhecimento e aos recursos, fatores que permitem o estabelecimento de uma família. Desse modo, o comportamento homossexual é de baixo custo para o cliente, uma vez que é improvável que ele seja aceito socialmente como membro da população reprodutiva. Essas relações entre patrono e cliente são mais comuns em homens do que em mulheres, podendo refletir uma maior competição intra-sexual entre homens como acesso a parceiros, com a presença de alianças.
Alguns exemplos dessas alianças podem ser vistas ao longo de diversas sociedades. Na Melanésia, as alianças do mesmo sexo eram classificadas por idade (“patrono e cliente”), o cliente mais jovem fornece trabalho nos campos (e serviços sexuais) enquanto o patrono mais velho fornece comida e educação . No Taiti e no Havaí pré-coloniais, os clientes de patronos poderosos ganharam prestígio , assim como os clientes na Atenas clássica e na Florença do século XV . Na Creta antiga, os homens sem parceiros sexuais do mesmo sexo estavam em desvantagem social . Os parceiros sexuais do mesmo sexo dos samurais japonêses ganhavam tanto treinamento marcial quanto propriedades de terra. 

#### Comportamento homossexual no ancestral humano
A interpretação das evidências atuais sobre os primeiros hominínios sugere que seu sucesso foi baseado em alianças com indivíduos de ambos os sexos . O gênero Homo expandiu amplamente sua distribuição geográfica ao longo do tempo evolutivo, supostamente, por causa de comportamentos como caça e coleta cooperativa, a separação das esferas masculina e feminina e uma transferência de conhecimento muito melhorada entre as gerações . Trivers (1971) comenta que caso essa especulação for razoavelmente correta, então as alianças do mesmo sexo quase certamente foram fundamentais na evolução dos hominínios e, ao longo do tempo evolutivo, resultam em uma predisposição psicológica para a afiliação do mesmo sexo.
Em primatas não humanos, o comportamento homossexual faz parte de uma rede complexa de troca recíproca. Todos os grandes macacos e humanos mostram comportamento homossexual . Apesar de não conseguirmos saber os comportamentos sociais específicos dos hominínios extintos, Kirkpatrick (2000) afirma ser seguro especular que o comportamento homossexual fazia parte do repertório social dos primeiros hominínios. Se o comportamento sexual de fato fortalece a afinidade, e se o sexo em primatas raramente é para procriação, não há razão, a priori, para supor que o comportamento sexual ficará confinado a um tipo de aliança ou outro.

#### Prazer Sexual e Status Social
A sexualização de alianças pode ocorrer quando o compromisso dos parceiros sociais é particularmente importante ou a competição por parceiros é severa. O sexo pode ser uma forma de conferir prazer, como uma moeda de troca entre relacionamentos de longo prazo, e pode significar um alto nível de afiliação e exclusividade entre os parceiros . Ainda não está claro por que o sexo é usado para negociar alianças que não trazem benefícios conceituais diretos. No entanto, para alguns primatas, incluindo humanos, o sexo raramente é para a procriação . Wrangham (1993) estima para bonobos que apenas 1% das cópulas são para a reprodução de fato . Portanto, o comportamento sexual e a emoção podem ser apropriados para estabelecer e manter alianças.

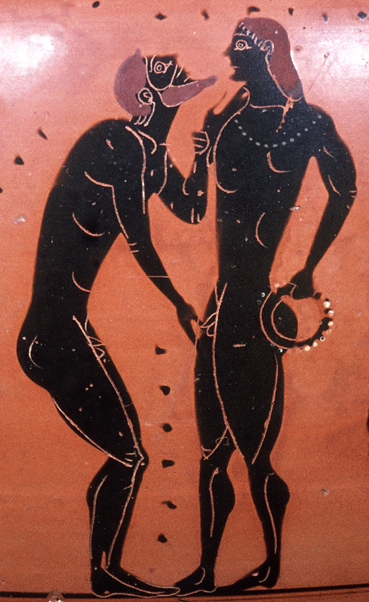
Cena de pederastia

Alguns autores sugerem que, historicamente, os homens seduzem uns aos outros tanto para prazer sexual, quanto para ganho de status social. Boswell (2015) afirma que os machos jovens e subordinados eram considerados como objetos de prazer sexual de machos mais velhos e dominantes . Na história da humanidade foram relatados diversos casos desse comportamento homossexual e formação de alianças. Parece haver consenso entre os historiadores de que na Antiguidade Greco-Romana o casamento entre pessoas do mesmo sexo não era proibido e havia uma tolerância social. Na Grécia, os cidadãos, homens e adultos, tinham relações sexuais com “indivíduos socialmente inferiores”, como mulheres, garotos, estrangeiros e escravos . Além disso, a homossexualidade tinha status privilegiado na forma da pederastia, que fazia parte da passagem de um rapaz, com idade entre 12 e 20 anos, para a vida adulta . A pederastia era considerada um processo de aprendizado e transmissão de valores aristocráticos de um homem mais velho para o seu aprendiz mais novo . Boswell (2015) sugere que Augusto César e também outros imperadores romanos e bizantinos podem ter ganhado acesso ao trono, em parte, por meio de relações sexuais com seus predecessores.
Em diversas sociedades os relacionamentos homossexuais estão presentes, muitas delas envolvendo homens socialmente periféricos que apresentam esse comportamento como uma forma de sobrevivência. Portanto, essas mesmas estratégias podem ter ocorrido nos ancestrais hominínios, o que pode ter aumentado a confiança entre os indivíduos.

## Evolução do comportamento homossexual em mulheres

#### Histórico e estudos
O comportamento sexual homoerótico em humanos do sexo feminino é um caráter humano universal e antigo que tem sido documentado em indivíduos históricos e contemporâneos. Existem relatos que incluem os antigos gregos e romanos, os primeiros europeus, antigos chineses entre outros que documentam esse tipo de comportamento. Ainda assim, pouco se sabe acerca da genética, neurologia, etiologia e variações históricas na sua expressão.  
Nos anos 2000, o comportamento sexual entre fêmeas humanas ainda era considerado menos frequente do que entre machos, com quase o dobro de relatos desse comportamento entre homens comparado a mulheres em regiões como os Estados Unidos, Reino Unido e França . No entanto, a verdadeira incidência na época era desconhecida e possivelmente subestimada por conta de problemas metodológicos e teóricos com a pesquisa antropológica. A incidência histórica também é desconhecida pela falta de literatura e poesia relacionados ao tema, o que também advém da falta de acesso das mulheres a esses veículos de informação no passado . Além disso, houve muito mais estudos evolutivos sobre o comportamento homossexual em homens do que em mulheres, visto que esse não era um tópico proeminente na pesquisa psicoevolutiva até recentemente, sendo o feminismo um dos responsáveis por contribuir numa pesquisa voltada à perspectiva feminina. 
Mais recentemente, estudos de larga escala indicam, por outro lado, que a atração entre indivíduos de mesmo sexo é muito mais comum em mulheres que em homens. Cerca de 14-15% das mulheres são heterossexuais mas experienciam atração ao mesmo sexo, já 2-4% das mulheres são bissexuais e 1-4% são homossexuais. 

#### A biologia do comportamento
Homens e mulheres possuem diferentes trajetórias quanto à orientação sexual. Enquanto modelos do comportamento homossexual masculino muitas vezes têm buscado uma origem em genes, modelos femininos são geralmente atribuidos a um ambiente condicional que estimula a habilidade das mulheres, consideradas sexualmente fluidas por alguns autores, de engajar em comportamentos homossexuais. 
Ainda assim, existem diversos estudos acerca da herdabilidade da orientação sexual tanto em homens quanto em mulheres, e embora ainda não tenham sido identificados marcadores genéticos para a orientação sexual em mulheres, muitos já foram propostos, e poderiam estar relacionados com a evolução desse caractere. Imagina-se que é provável que a genética da orientação sexual feminina envolveria diversos loci que operariam de forma indireta ao participarem, por exemplo, da produção e sensibilidade à hormônios, que podem influenciar sutilmente o desenvolvimento cerebral, e que em circunstâncias específicas promoveriam a relação entre fêmeas. A exposição a andrógenos, por exemplo, tem sido associada a redução do interesse sexual com sexo oposto, e aumento na atração e engajamento em comportamento homossexual. 
Além disso, estudos em mulheres homossexuais demonstraram padrões distintos nos hemisférios e estruturas cerebrais, nas conexões com a amígdala e em regiões como o córtex perirrinal. 

#### Hipóteses acerca da evolução do comportamento homossexual em fêmeas
Tradicionalmente, no cenário da evolução humana, muita ênfase foi dada no aumento do pareamento heterossexual, que teria co-evoluido e permitido  o aumento da inteligência e da dependencia infantil. No entanto, haveria poucas especulações publicadas acerca da estratégia hominínia feminina de criar e cuidar com sucesso a prole antes do advento da confiança da prole ao pai biológico. Em teoria, a maioria dos pais hominínios estariam concomitantemente na procura de outras oportunidades de cópula, limitando o tempo que teriam para apoiar as fêmeas e suas proles. 
Algumas teorias evolutivas sugerem que, durante o período inicial da evolução humana, as fêmeas enfrentavam uma série de fenômenos simultâneos: o aumento da dependência infantil, a desconfiança quanto o apoio dos pais biológicos, e a coexistência entre várias fêmeas sem parentesco entre si por conta a poliginia dos machos e exogamia das fêmeas. A interação desses fatores implicariam que estratégias alternativas à confiança nos pais biológicos poderiam ser adaptativas. Por exemplo, poderia haver um aumento na probabilidade e na necessidade de fortes laços e alianças entre fêmeas sem parentesco, sendo possível imaginar que esse fato estaria relacionado ao comportamento homoerótico.
Essas amizades e alianças homoeróticas, no curso da evolução, podem ter permitido que jovem fêmeas se voltassem ao centro mais estável que visa a preservação da vida do grupo, bem como permitir que fêmeas se unissem contra ataques a si e à sua prole, além de auxiliarem na proteção contra predadores e alimentação da prole. Consequentemente, pode ter ocorrido uma seleção para que as fêmeas exibissem um comportamento homoerótico, visto que isso trabalharia em favor de sua sobrevivência e sucesso reprodutivo. 
No entanto, relatos da história evolutiva humana indicam também que a escolha de parceiros era regulada, com controle parental e social direcionados principalmente às mulheres. Esse controle, bem como uma baixa ênfase na intimidade, competição entre machos, e tolerância dos machos à atração das fêmeas ao mesmo sexo resultariam numa fraca pressão seletiva nos alelos que predispõe à desvios ao comportamento heterossexual exclusivo. Essas pressões são fracas nesses pequenos desvios, porém se tornariam mais fortes quando tendem a uma orientação puramente homossexual, havendo uma distribuição de muitas mulheres possuindo uma orientação heterossexual não-exclusiva, e poucas de orientação bissexual e homossexual . Entretanto, há certa concordância de que a incidência do comportamento homoerótico feminino em humanos aumenta concomitantemente com o poder econômico e social das mulheres, com a libertação de seu comportamento sexual do controle masculino. Um exemplo histórico disso, são os relatos de relações homoeróticas entre mulheres chinesas que eram capazes de resistir ao casamento e viver sem maridos por conta da possibilidade de trabalho em fábricas. 
Nesse contexto, pode-se citar também a hipótese de “autodomesticação”, a qual propõe que, na linhagem Homo, indivíduos mais tolerantes socialmente, com habilidades de cooperação e linguagem, podem ter assegurado vantagens na sobrevivência e reprodução conforme os grupos humanos cresciam, e seus membros se tornavam codependentes. Dessa forma, o comportamento homossexual em adultos é proposto também como um dos traços que promoveriam a autodomesticação, e que seriam mantidos numa taxa moderada como um subproduto pleiotrópico da alta seleção sobre a tolerância social . Alguns pesquisadores argumentam que, com base na ideia de que fêmeas humanas se dispersavam do grupo natal, o comportamento homossexual também poderia participar na seleção por um comportamento pró-social, o qual auxiliaria no ingresso das fêmeas em um novo grupo social,  fortalecendo seus laços sociais. 
Sendo assim, imagina-se que o comportamento homoerótico, tanto em fêmeas quanto em machos hominínios, pode ter feito parte de uma gama de manipulações sociais em favor da construção de alianças entre indivíduos de todos os níveis de status . Dessa forma, modelos animais podem atuar como uma importante ferramenta para explorar essa questão, visto que o comportamento homossexual é mais comum em espécies pró-sociais do que em espécies mais próximas que não exibem comportamento pró social .

## Implicações para estudos futuros
Uma mudança de paradigma pode permitir que o comportamento homossexual seja visto como tendo valor adaptativo durante a evolução humana, possa levar a novas perspectivas do comportamento e gerar algumas novas hipóteses para teste. Por exemplo, um aumento no comportamento homoerótico em grupos do mesmo sexo é frequentemente atribuído à falta de parceiros do sexo oposto. Usando novos modelos, ele pode ser entendido como um tipo de escala comportamental, isto é, o comportamento homoerótico pode ser evocado como uma resposta normal à colocação em um ambiente que se assemelha muito ao ambiente em que evoluiu e foi adaptativo no passado evolutivo. O comportamento homoerótico foi descrito como quase universal entre adolescentes humanos do sexo masculino. Isso pode refletir uma predisposição ligada ao desenvolvimento para o comportamento consistente com a história evolutiva especulada do comportamento. Estudos poderiam ser construídos para determinar a incidência de comportamento homoerótico em vários ambientes segregados por sexo, hipotetizando uma maior incidência em ambientes que se acredita serem mais semelhantes às condições ambientais especuladas dos hominínios.
Outros estudos poderiam ser planejados para tentar prever as diferenças sexuais na manifestação do comportamento homoerótico em função dos tipos de estratégias de afiliação usadas por homens e mulheres. Por exemplo, em chimpanzés e bonobos, o sexo que demonstra a maior força de afiliação do mesmo sexo parece exibir o comportamento sócio-sexual mais frequente e intenso com aliados.  A aplicação do modelo a estudos de populações lésbicas, gays e bissexuais pode gerar algumas hipóteses testáveis sobre a natureza dos relacionamentos e padrões de comportamento sexual. Por exemplo, McWhirter e Mattison (1984) relataram que em casais masculinos com maior probabilidade de permanecerem juntos, havia uma diferença de idade de pelo menos cinco anos. Talvez isso reflita uma diferença no status de dominância relacionada à idade que pode ser necessária para a manutenção de um casal do mesmo sexo a longo prazo.